# Черницов, Максим Алексеевич
Ма́кс Черницо́в (полное имя Макси́м Алексе́евич Черницо́в; 3 августа 1977, Магнитогорск, РСФСР, СССР) — российский дизайнер одежды, кандидат филологических наук, креативный директор российской марки одежды MAX CHERNITSOV.

## Биография
- 1994—1999 — учился на филологическом факультете Магнитогорского государственного университета.
- 1999—2001 — был идеологом, организатором фестиваля авангардной моды «Половодье» (г. Магнитогорск).
- В начале 2000-х годов работал в ООО «Магнитогорская швейная фабрика „Макинтош“», где совместно с другими дизайнерами — Светланой Черемухиной-Белой и Александром Кадошниковым — создавал промышленные коллекции.
- 2001 — занял второе место на российском финале конкурса The Smirnoff International Fashion Awards.
- 2002 — в Магнитогорском государственном университете защитил кандидатскую диссертацию по филологии, посвящённую литературным опытам художников русского авангарда начала XX века.
- 2003—2004 — сотрудничал с брендом женской одежды KOKOGEM Gallery; работает для креативного агентства Husky Promotions.
- С 2003 года под брендом Max Chernitsov выпускал сезонные коллекции мужской, а с 2005 года и женской одежды. С этого года показы сезонных коллекций прет-а-порте Макса Черницова проходили в рамках Российской недели моды (Russian Fashion Week).
- В 2005 году Max Chernitsov стал первым российским брендом, продающимся, наравне с ведущими западными марками одежды, в московском ЦУМе.
- 2006 — участвовал в Итальянской неделе моды (Milano Moda Donna) в Милане.
- 2007 — участвовал в Португальской неделе моды (Lisboa Fashion Week) в Лиссабоне.
- 2008  — участвовал в Канадской неделе моды (L’Oréal Fashion Week) в Торонто. С осени этого же года — участник Недели моды в Москве.

## Дизайнерская деятельность
В 2010 году бренд MAX CHERNITSOV представил женскую коллекцию весна-лето под названием «Душа», источником вдохновения для которой послужило наивное искусство начала XX века. А также дизайнер представил мужскую коллекцию весна-лето 2010, озаглавленную «Бесы», вдохновением для которой выступала тема революции и образы, созданные писателем Ф.М. Достоевским.
В 2011 году дизайнер выпускает женскую коллекцию осень-зима — «Пещера». В этой коллекции дизайнер обращается к темной, животной стороне женской природы, возвращая женскому образу притягательную силу и естественность. Мужская коллекция осень-зима 2011, носящая название «Русский Духъ», иронически обыгрывает национальную эстетику — народные костюмы, хлопковые косоворотки, малороссийские вышивки.
Женская коллекция весна-лето 2011 названа «Люба», её образы навеяны эпохой хиппи и обращаются к теме свободы, искренности и творчества. Мужская коллекция весна-лето 2011 озаглавлена «Киев», источником вдохновения для дизайнера послужил национальный колорит Украины, православная культура и славянская мифология.

## Литературная деятельность
Стихи Максима Черницова печатались в газетах и альманахах г. Магнитогорска. В 2013 году подготовил к печати стихотворный сборник «Жёлтая тетрадь» под псевдонимом «Ежи Нелюдим».

### Публикации (стихи)
1. Стихи. — «Гармонии таинственная власть…» (литературно-художественный сборник, посвященный 70-летию МаГУ. — Магнитогорск, Издательство МаГУ, 2002, вып. 3.
2. Ваш пурпур в золоте (стихотворение). — «Мой университет» (Магнитогорск), 2007, № 4. — Веб-ссылка

## Награды и достижения
- Второе место на конкурсе Smirnoff International Fashion Awards (2001);
- Лауреат премии «Астра» — «Лучший дизайнер мужской одежды» (2006).